# Acanthaspidia neonotus
Acanthaspidia neonotus är en kräftdjursart som först beskrevs av Menzies och George 1972.  Acanthaspidia neonotus ingår i släktet Acanthaspidia och familjen Acanthaspidiidae. Inga underarter finns listade i Catalogue of Life.